# Rødvig
Rødvig – miasto w Danii, w regionie Zelandia, w gminie Stevns.